# Caserma Alessandro La Marmora
La caserma La Marmora (in origine chiamata caserma Dogali e oggi anche nota come caserma di via Asti) è una struttura militare di  Torino.

## Storia
Fu edificata tra il 1887 e il 1888 e intitolata ad Alessandro La Marmora. Fu sede stanziale del V Reggimento Genio fino al 1920.
A seguito dell'8 settembre 1943 vi si stabilì il quartier generale dell'Ufficio politico investigativo della Guardia nazionale repubblicana (GNR) presieduto dal maggiore Giovanni Cabras. Divenne tristemente nota come luogo di detenzione, tortura ed esecuzione di prigionieri politici, dissidenti (spesso del tutto innocenti) e antifascisti. Fu liberata dalle truppe partigiane nella notte tra il 27 e il 28 aprile del 1945.
Una lapide posta nel 1962 dal comando della Divisione Cremona nel fossato dove avvenivano le fucilazioni recita: "Qui caddero / i valorosi patrioti torinesi / martiri della resistenza / 1943-1945".
Dal settembre 2009 all'agosto 2010 la caserma è stata utilizzata per fare fronte all'emergenza dei profughi provenienti dal Corno d'Africa che avevano occupato l'ex clinica San Paolo di corso Peschiera.
Nel 2011 è stata il quartier generale e polo organizzativo dell'84ª Adunata nazionale degli alpini. A settembre 2011 è stata affidata per alcuni mesi alla comunità di Emmaus.
Nel 2015 viene nuovamente occupata, questa volta da dei cittadini che protestano contro l'abbandono di uno spazio simbolo della violenza nazifascista.
Dal 2017 ospita la manifestazione artistica di Paratissima.
Nel 2018 viene presa in gestione dallo studio dell'architetto Carlo Ratti per farne uno spazio di co-living, co-working, co-making.

## Cinema
Nel 2010, i registi Gianluca e Massimiliano De Serio girano, nella caserma La Marmora, il film "Stanze". Nel film, un gruppo di rifugiati somali che sono stati “ospiti” degli spogli locali dell’ex caserma La Marmora, narrano le loro storie in versi somali con sottotitoli in italiano; la forma recupera e riattualizza il genere della “catena poetica” (una serie di liriche collegate fra loro, strumento di dibattito pubblico e politico nella tradizione orale della Somalia).